# 卡森鎮區 (明尼蘇達州卡頓伍德縣)
卡森鎮區（英語：Carson Township）是位於美國明尼蘇達州卡頓伍德縣的一個行政鎮區。

## 地方資料
卡森鎮區的面積為92.90平方千米，當中陸地面積為91.30平方千米，而水域面積為1.60平方千米。根據2020年美國人口普查的數據，當地共有人口283人，而人口密度為每平方千米3.05人。